# Dvorac Valentino
Dvorac Valentino (tal. Castello del Valentino) je povijesna građevina u Torinu, Italija. Nekad je bio rezidencija kuće Savoja. Danas se u njemu nalazi Politecnico di Torino, odjel za arhitekturu.
1997. UNESCO ga je uvrstio u svjetsku kulturnu baštinu.

## Povijest
Ime Valentino prvi put se spominje 1275., i smatra se da dolazi od imena svetca Valentino, čija se kapelica nalazi blizu dvorca.
Dvorac je sagrađen za Kristinu od Francuske (tal. Cristina di Francia), a dizajnirali su ga torinski arhitekti Carlo i Amadeo Castellamonte 1621.

## Vanjske poveznice
- Dvorac na stranici Politecnica   Arhivirana inačica izvorne stranice od 13. svibnja 2008. (Wayback Machine)
- Zanimljivosti  Arhivirana inačica izvorne stranice od 29. ožujka 2008. (Wayback Machine)

- 1870.